# Campeonato Argentino M20 2003
El Campeonato Argentino de Menores de 20 años de 2003 fue un torneo para los seleccionados M20 de las uniones regionales afiliadas a la Unión Argentina de Rugby. El torneo se llevó a cabo entre el 14 y el 19 de octubre de 2003 en las instalaciones del Carlos Paz Rugby Club de Córdoba, junto al Campeonato Argentino M18 de 2003.
El torneo mantuvo en gran parte el formato de la edición anterior: todos los partidos fueron a eliminación directa, con los equipos eliminados continuando su campañas contra otros equipos eliminados para definir su posición final y garantizando que todos los equipos disputaran la misma cantidad de partidos. Los cambios más importantes fue la introducción de un sistema de ascensos y descensos y la reestructuración de las distintas categorías: en 2002, la Zona Campeonato y la Zona Ascenso tenían 16 y 6 equipos, respectivamente. En esta edición, los 22 equipos fueron divididos en tres divisiones (dos 8 equipos y una de 6), introduciendo la Zona Desarrollo. Esto redujo la cantidad de partidos disputados por cada equipo de cuatro a tres.
El seleccionado de la Unión de Rugby de Buenos Aires venció al seleccionado de la Unión Cordobesa de Rugby 27-8 en la final, ganando el torneo de la categoría por segundo año consecutivo. La Zona Ascenso fue ganada por la Unión de Rugby del Nordeste.

## Equipos participantes
Participaron de esta edición veintidós equipos: veintiún uniones provinciales de Argentina y un seleccionado sudamericano invitado.
| División                  | Equipo              | Unión                                                |
| ------------------------- | ------------------- | ---------------------------------------------------- |
| Zona Campeonato 8 equipos | Buenos Aires        | Unión de Rugby de Buenos Aires                       |
| Zona Campeonato 8 equipos | Córdoba             | Unión Cordobesa de Rugby                             |
| Zona Campeonato 8 equipos | Cuyo                | Unión de Rugby de Cuyo                               |
| Zona Campeonato 8 equipos | Rosario             | Unión de Rugby de Rosario                            |
| Zona Campeonato 8 equipos | Salta               | Unión de Rugby de Salta                              |
| Zona Campeonato 8 equipos | Santa Fe            | Unión Santafesina de Rugby                           |
| Zona Campeonato 8 equipos | Sur                 | Unión de Rugby del Sur                               |
| Zona Campeonato 8 equipos | Tucumán             | Unión de Rugby de Tucumán                            |
| Zona Ascenso 8 equipos    | Alto Valle          | Unión de Rugby del Alto Valle de Río Negro y Neuquén |
| Zona Ascenso 8 equipos    | Austral             | Unión de Rugby Austral                               |
| Zona Ascenso 8 equipos    | Entre Ríos          | Unión Entrerriana de Rugby                           |
| Zona Ascenso 8 equipos    | Mar del Plata       | Unión de Rugby de Mar del Plata                      |
| Zona Ascenso 8 equipos    | Nordeste            | Unión de Rugby del Nordeste                          |
| Zona Ascenso 8 equipos    | Oeste               | Unión de Rugby del Oeste de Buenos Aires             |
| Zona Ascenso 8 equipos    | San Juan            | Unión Sanjuanina de Rugby                            |
| Zona Ascenso 8 equipos    | Santiago del Estero | Unión Santiagueña de Rugby                           |
| Zona Desarrollo 6 equipos | Chubut              |                                                      |
| Zona Desarrollo 6 equipos | Formosa             | Unión de Rugby de Formosa                            |
| Zona Desarrollo 6 equipos | Jujuy               | Unión Jujeña de Rugby                                |
| Zona Desarrollo 6 equipos | La Rioja            | Unión Riojana de Rugby                               |
| Zona Desarrollo 6 equipos | Tierra del Fuego    | Unión de Rugby de Tierra del Fuego                   |
| Zona Desarrollo 6 equipos | Uruguay             | Unión de Rugby del Uruguay                           |

En cursiva los seleccionados internacionales invitados.

## Formato
Los veintidós equipos fueron divididos en tres divisiones: Zona Campeonato, Zona Ascenso y Zona Desarrollo. Las primeras dos zonas contaron con ocho equipos cada una y se disputaron bajo el formato de eliminación directa a tres rondas:
Primera fecha
En la primera fecha los ocho equipos de cada zona disputaron los cuartos de final. Los cuatro ganadores clasificaron a las semifinales, mientras que los perdedores clasificaron a las semifinales por el 5° puesto. 
Segunda fecha
Durante la segunda fecha se disputaron las semifinales por el campeonato y por el 5° puesto. Los cuatro ganadores clasificaron a su respectiva final, mientras que los perdedores clasificaron a partidos por el 3° y 7° puesto.
Tercera fecha
En la tercera fecha se disputaron las finales por cada puesto (1°, 3°, 5° y 7° puesto). Las posiciones finales determinaron no solo el ganador de cada zona sino también el intercambio de plazas para la siguiente temporada: el ganador de cada zona asciende a la zona superior, mientras que el perdedor del partido por el 7° puesto desciende a la zona inferior.
Zona Desarrollo
Al contar con sólo seis equipos, la Zona Desarrollo no se disputó bajo el mismo formato que las dos zonas superiores, sino con uno similar al sistema de todos contra todos.

## Zona Campeonato
|  | Cuartos de final | Cuartos de final | Cuartos de final |         |              | Semifinales   | Semifinales   | Semifinales   |  |              | Final         | Final         | Final         |  |
|  | 14 de octubre    | 14 de octubre    | 14 de octubre    |         |              | 16 de octubre | 16 de octubre | 16 de octubre |  |              | 19 de octubre | 19 de octubre | 19 de octubre |  |
|  |                  |                  |                  |         |              |               |               |               |  |              |               |               |               |  |
|  |                  |                  |                  |         |              |               |               |               |  |              |               |               |               |  |
|  | Buenos Aires     | Buenos Aires     | 46               |         |              |               |               |               |  |              |               |               |               |  |
|  | Buenos Aires     | Buenos Aires     | 46               |         |              |               |               |               |  |              |               |               |               |  |
|  | Sur              | Sur              | 22               |         |              |               |               |               |  |              |               |               |               |  |
|  | Sur              | Sur              | 22               |         | Buenos Aires | Buenos Aires  | 16            |               |  |              |               |               |               |  |
|  |                  |                  |                  |         | Buenos Aires | Buenos Aires  | 16            |               |  |              |               |               |               |  |
|  |                  |                  | Rosario          | Rosario | 0            |               |               |               |  |              |               |               |               |  |
|  | Cuyo             | Cuyo             | Rosario          | Rosario | 0            | 17            |               |               |  |              |               |               |               |  |
|  | Cuyo             | Cuyo             |                  |         |              |               |               |               |  |              |               |               |               |  |
|  | Rosario          | Rosario          | 22               |         |              |               |               |               |  |              |               |               |               |  |
|  | Rosario          | Rosario          | 22               |         |              |               |               |               |  | Buenos Aires | Buenos Aires  | 27            |               |  |
|  |                  |                  |                  |         |              |               |               |               |  | Buenos Aires | Buenos Aires  | 27            |               |  |
|  |                  |                  | Córdoba          | Córdoba | 8            |               |               |               |  |              |               |               |               |  |
|  | Córdoba          | Córdoba          | Córdoba          | Córdoba | 8            | 37            |               |               |  |              |               |               |               |  |
|  | Córdoba          | Córdoba          |                  |         |              |               |               |               |  |              |               |               |               |  |
|  | Santa Fe         | Santa Fe         | 17               |         |              |               |               |               |  |              |               |               |               |  |
|  | Santa Fe         | Santa Fe         | 17               |         | Córdoba      | Córdoba       | 32            |               |  |              |               |               |               |  |
|  |                  |                  |                  |         | Córdoba      | Córdoba       | 32            |               |  |              |               |               |               |  |
|  |                  |                  | Tucumán          | Tucumán | 29           |               |               |               |  |              |               |               |               |  |
|  | Tucumán          | Tucumán          | Tucumán          | Tucumán | 29           | 21            |               |               |  |              |               |               |               |  |
|  | Tucumán          | Tucumán          |                  |         |              |               |               |               |  |              |               |               |               |  |
|  | Salta            | Salta            | 18               |         |              |               |               |               |  |              |               |               |               |  |
|  | Salta            | Salta            | 18               |         |              |               |               |               |  |              |               |               |               |  |
|  |                  |                  |                  |         |              |               |               |               |  |              |               |               |               |  |

### Primera fecha
| 14 de octubre | Buenos Aires | 46 - 22               | Sur |                                         |                                         |
|               |              | Reporte p.137 Reporte |     | Árbitro(s): Marcelo Domínguez (Córdoba) | Árbitro(s): Marcelo Domínguez (Córdoba) |

| 14 de octubre | Cuyo | 17 - 22 | Rosario |  |  |
|               |      | Reporte |         |  |  |

| 14 de octubre | Córdoba | 37 - 17 | Santa Fe |  |  |
|               |         | Reporte |          |  |  |

| 14 de octubre | Tucumán | 21 - 18 | Salta |  |  |
|               |         | Reporte |       |  |  |

### Segunda fecha
Partidos 1.°-4.° puesto
| 16 de octubre | Buenos Aires | 16 - 0        | Rosario |                                      |                                      |
|               |              | p.138 Reporte |         | Árbitro(s): Javier Mancuso (Córdoba) | Árbitro(s): Javier Mancuso (Córdoba) |

| 16 de octubre | Córdoba | 32 - 29 | Tucumán |  |  |
|               |         | Reporte |         |  |  |

Partidos 5.°-8.° puesto
| 16 de octubre | Sur | 7 - 58  | Cuyo |  |  |
|               |     | Reporte |      |  |  |

| 16 de octubre                               | Santa Fe | 24 - 24 | Salta |  |  |
|                                             |          | Reporte |       |  |  |
| Santa Fe clasificó por diferencia de tries. |          |         |       |  |  |

### Tercera fecha
Final
| 19 de octubre | Buenos Aires | 27 - 8                | Córdoba |                                   |                                   |
|               |              | Reporte p.139 Reporte |         | Árbitro(s): Ricardo Ponce de León | Árbitro(s): Ricardo Ponce de León |

Partido 3.° puesto
| 19 de octubre | Tucumán | 40 - 25 | Rosario |  |  |
|               |         | Reporte |         |  |  |

Partido 5.° puesto
| 19 de octubre | Cuyo | 47 - 19 | Santa Fe |  |  |
|               |      | Reporte |          |  |  |

Partido 7.° puesto
| 19 de octubre | Salta | 35 - 19 | Sur |  |  |
|               |       | Reporte |     |  |  |

|                      |
| Buenos Aires Campeón |

## Zona Ascenso
|  | Cuartos de final | Cuartos de final | Cuartos de final |                 |               | Semifinales   | Semifinales   | Semifinales   |  |            | Final         | Final         | Final         |  |
|  | 14 de octubre    | 14 de octubre    | 14 de octubre    |                 |               | 16 de octubre | 16 de octubre | 16 de octubre |  |            | 19 de octubre | 19 de octubre | 19 de octubre |  |
|  |                  |                  |                  |                 |               |               |               |               |  |            |               |               |               |  |
|  |                  |                  |                  |                 |               |               |               |               |  |            |               |               |               |  |
|  | Alto Valle       | Alto Valle       | 53               |                 |               |               |               |               |  |            |               |               |               |  |
|  | Alto Valle       | Alto Valle       | 53               |                 |               |               |               |               |  |            |               |               |               |  |
|  | Oeste            | Oeste            | 19               |                 |               |               |               |               |  |            |               |               |               |  |
|  | Oeste            | Oeste            | 19               |                 | Alto Valle    | Alto Valle    | 29            |               |  |            |               |               |               |  |
|  |                  |                  |                  |                 | Alto Valle    | Alto Valle    | 29            |               |  |            |               |               |               |  |
|  |                  |                  | Sgo. del Estero  | Sgo. del Estero | 6             |               |               |               |  |            |               |               |               |  |
|  | San Juan         | San Juan         | Sgo. del Estero  | Sgo. del Estero | 6             | 0             |               |               |  |            |               |               |               |  |
|  | San Juan         | San Juan         |                  |                 |               |               |               |               |  |            |               |               |               |  |
|  | Sgo. del Estero  | Sgo. del Estero  | 42               |                 |               |               |               |               |  |            |               |               |               |  |
|  | Sgo. del Estero  | Sgo. del Estero  | 42               |                 |               |               |               |               |  | Alto Valle | Alto Valle    | 18            |               |  |
|  |                  |                  |                  |                 |               |               |               |               |  | Alto Valle | Alto Valle    | 18            |               |  |
|  |                  |                  | Nordeste         | Nordeste        | 32            |               |               |               |  |            |               |               |               |  |
|  | Mar del Plata    | Mar del Plata    | Nordeste         | Nordeste        | 32            | 15            |               |               |  |            |               |               |               |  |
|  | Mar del Plata    | Mar del Plata    |                  |                 |               |               |               |               |  |            |               |               |               |  |
|  | Entre Ríos       | Entre Ríos       | 11               |                 |               |               |               |               |  |            |               |               |               |  |
|  | Entre Ríos       | Entre Ríos       | 11               |                 | Mar del Plata | Mar del Plata | 0             |               |  |            |               |               |               |  |
|  |                  |                  |                  |                 | Mar del Plata | Mar del Plata | 0             |               |  |            |               |               |               |  |
|  |                  |                  | Nordeste         | Nordeste        | 8             |               |               |               |  |            |               |               |               |  |
|  | Austral          | Austral          | Nordeste         | Nordeste        | 8             | 0             |               |               |  |            |               |               |               |  |
|  | Austral          | Austral          |                  |                 |               |               |               |               |  |            |               |               |               |  |
|  | Nordeste         | Nordeste         | 47               |                 |               |               |               |               |  |            |               |               |               |  |
|  | Nordeste         | Nordeste         | 47               |                 |               |               |               |               |  |            |               |               |               |  |
|  |                  |                  |                  |                 |               |               |               |               |  |            |               |               |               |  |

### Primera fecha
| 14 de octubre | Alto Valle | 53 - 19 | Oeste |  |  |
|               |            | Reporte |       |  |  |

| 14 de octubre | San Juan | 0 - 42  | Santiago del Estero |  |  |
|               |          | Reporte |                     |  |  |

| 14 de octubre | Austral | 0 - 47  | Nordeste |  |  |
|               |         | Reporte |          |  |  |

| 14 de octubre | Mar del Plata | 15 - 11 | Entre Ríos |  |  |
|               |               | Reporte |            |  |  |

### Segunda fecha
Partidos 1.°-4.° puesto
| 16 de octubre | Nordeste | 28 - 0  | Mar del Plata |  |  |
|               |          | Reporte |               |  |  |

| 16 de octubre | Alto Valle | 29 - 6  | Santiago del Estero |  |  |
|               |            | Reporte |                     |  |  |

Partidos 5.°-8.° puesto
| 16 de octubre | Oeste | 27 - 8  | San Juan |  |  |
|               |       | Reporte |          |  |  |

| 16 de octubre | Entre Ríos | 39 - 8  | Austral |  |  |
|               |            | Reporte |         |  |  |

### Tercera fecha
Final
| 19 de octubre | Nordeste | 32 - 18 | Alto Valle |  |  |
|               |          | Reporte |            |  |  |

Partido 3.° puesto
| 19 de octubre | Mar del Plata | 22 - 10 | Santiago del Estero |  |  |
|               |               | Reporte |                     |  |  |

Partido 5.° puesto
| 19 de octubre | Entre Ríos | 32 - 11 | Oeste |  |  |
|               |            | Reporte |       |  |  |

Partido 7.° puesto
| 19 de octubre | Austral | 40 - 38 | San Juan |  |  |
|               |         | Reporte |          |  |  |

|                               |
| Nordeste Campeón Zona Ascenso |

## Zona Desarrollo
| Pos. | Equipos          | Partidos | Partidos | Partidos | Tantos | Tantos | Tantos | Pts. |
| Pos. | Equipos          | G        | E        | P        | PF     | PC     | DP     | Pts. |
| ---- | ---------------- | -------- | -------- | -------- | ------ | ------ | ------ | ---- |
| 1.°  | Uruguay          | 3        | 0        | 0        | 205    | 20     | +185   | 15   |
| 2.°  | Jujuy            | 2        | 0        | 1        | 55     | 81     | -26    |      |
| 3.°  | Chubut           | 1        | 1        | 1        | 67     | 77     | -10    | 7    |
| 4.°  | La Rioja         | 1        | 1        | 1        | 38     | 54     | -16    | 6    |
| 5.°  | Formosa          | 1        | 0        | 2        | 41     | 110    | -69    |      |
| 6.°  | Tierra del Fuego | 0        | 0        | 3        | 25     | 89     | -64    | 0    |

### Primera fecha
| 14 de octubre | Chubut | 39 - 7  | Tierra del Fuego |  |  |
|               |        | Reporte |                  |  |  |

| 14 de octubre | Formosa | 14 - 15 | La Rioja |  |  |
|               |         | Reporte |          |  |  |

| 14 de octubre | Jujuy | 5 - 68  | Uruguay |  |  |
|               |       | Reporte |         |  |  |

### Segunda fecha
| 16 de octubre | Jujuy | 23 - 3  | Tierra del Fuego |  |  |
|               |       | Reporte |                  |  |  |

| 16 de octubre | Chubut | 13 - 13 | La Rioja |  |  |
|               |        | Reporte |          |  |  |

| 16 de octubre | Formosa | 0 - 80  | Uruguay |  |  |
|               |         | Reporte |         |  |  |

### Tercera fecha
| 19 de octubre | Formosa | 27 - 15 | Tierra del Fuego |  |  |
|               |         | Reporte |                  |  |  |

| 19 de octubre | Chubut | 15 - 57 | Uruguay |  |  |
|               |        | Reporte |         |  |  |

| 19 de octubre | Jujuy | 27 - 10 | La Rioja |  |  |
|               |       | Reporte |          |  |  |

| Bandera de Uruguay              |
| Uruguay Campeón Zona Desarrollo |

## Tabla de posiciones
La tabla de posiciones finales del torneo indicó el intercambio de plazas para la siguiente temporada: los equipos clasificados últimos en sus zonas descendieron a su respectiva zona inferior, mientras que los ganadores ascendieron a la zona superior.
| Zona            | Pos. | Equipos             |
| --------------- | ---- | ------------------- |
| Zona Campeonato | 1.°  | Buenos Aires        |
| Zona Campeonato | 2.°  | Córdoba             |
| Zona Campeonato | 3.°  | Tucumán             |
| Zona Campeonato | 4.°  | Rosario             |
| Zona Campeonato | 5.°  | Cuyo                |
| Zona Campeonato | 6.°  | Santa Fe            |
| Zona Campeonato | 7.°  | Salta               |
| Zona Campeonato | 8.°  | Sur                 |
| Zona Ascenso    | 1.°  | Nordeste            |
| Zona Ascenso    | 2.°  | Alto Valle          |
| Zona Ascenso    | 3.°  | Mar del Plata       |
| Zona Ascenso    | 4.°  | Santiago del Estero |
| Zona Ascenso    | 5.°  | Entre Ríos          |
| Zona Ascenso    | 6.°  | Oeste               |
| Zona Ascenso    | 7.°  | Austral             |
| Zona Ascenso    | 8.°  | San Juan            |
| Zona Desarrollo | 1.°  | Uruguay             |
| Zona Desarrollo | 2.°  | Jujuy               |
| Zona Desarrollo | 3.°  | Chubut              |
| Zona Desarrollo | 4.°  | La Rioja            |
| Zona Desarrollo | 5.°  | Formosa             |
| Zona Desarrollo | 6.°  | Tierra del Fuego    |

Sin embargo, la cantidad ascensos y descensos durante esta temporada fue alterada debido al cambio de formato realizado durante el Campeonato Argentino M20 de 2004: la Zona Ascenso (ocho equipos) pasaría a ser dividida en Zona Ascenso A y Zona Ascenso B (seis equipos cada una).
Zona Campeonato
El intercambio de plazas entre la Zona Campeonato y la Zona Ascenso A (Sur por Nordeste) se mantuvo sin cambios.
Zona Ascenso
Debido a la reducción de cupos en la nueva Zona Ascenso A, al descenso de San Juan (8°) se sumaron Entre Ríos, Oeste y Austral (del 5° al 7°, respectivamente). Estos cuatro equipos pasarían a formar parte de la nueva Zona Ascenso B.
Zona Desarrollo
El ganador de la Zona Desarrollo, Uruguay, clasificó directamente a la Zona Ascenso A. Por otro lado, Jujuy y Chubut (clasificados 2° y 3°, respectivamente) clasificaron a la Zona Ascenso B.